# Shelley Hirsch
Shelley Hirsch (* 9. Juni 1952 in Brooklyn, New York) ist eine US-amerikanische Sängerin und Komponistin. Sie gilt als eine der herausragenden Sängerinnen der Improvisierten Musik. Ihr Interesse gilt aber auch der elektronischen Musik, der Multimedia- und  Theaterperformance, Installationen und Hörspielen.

## Leben und Wirken
Nach Abbruch des Studiums zog sie zunächst nach San Francisco, wo sie Erfahrungen mit dem Experimentiertheater machte, neue Vokaltechniken entwickelte und Stücke für Stimme komponierte. Mit einem DAAD-Stipendium kam sie nach Berlin. 1983 hat die Bekanntschaft mit Sven-Åke Johansson in Berlin zum Kennenlernen von Improvisationsmusik geführt, die Hirsch durch Erfahrungen mit Jon Rose und – zurück in New York City – mit Christian Marclay vertiefen konnte. Seit der Mitte der 1980er arbeitete sie mit der Szene um John Zorn zusammen, insbesondere mit David Weinstein, Elliott Sharp, Anthony Coleman und Marc Ribot, aber auch mit DJ Olive, Mark Dresser, Greetje Bijma, Chantal Dumas, David Moss, Min Xiao Fen, Jerry Hunt, Toshio Kajiwara, Jin Hi Kim, Ikue Mori, Marina Rosenfeld oder Ned Rothenberg. 1988 wurde ihre LP „Singing“ veröffentlicht, ein Jahr später die CD „Haiku Lingo“ mit Weinstein. In der September Band nahm sie mit Rüdiger Carl, Hans Reichel und Paul Lovens auf, in der Gruppe X-Communication mit Butch Morris, Martin Schütz und Hans Koch. Ihr „O Little Town of East New York“ ist auf Zorns Label Tzadik in der Serie „Radical Jewish Culture“ veröffentlicht. Hirsch interpretierte aber auch Kompositionen wie Cathy Berberians „Stripsody“ oder Alvin Currans Philharmonie.
Im Bereich der bildenden Künste hat Hirsch mit Barbara Bloom und Jim Hodges zusammengearbeitet; des Weiteren kam es zu Kooperationen mit der Choreographin Noemie LaFrance und den Filmemacherinnen Nina Danino (Tenemos-Soundtrack mit Sainkho Namtchylak, 2001), Zoe Beloff, Abigail Child und Lee Sachs.
Mit der Radioversion von O Little Town of East New York gewann Hirsch den Prix Futura. Sie gibt international Workshops und leitet Meisterklassen und war für längere Arbeitsaufenthalte in Berlin und Amsterdam.